# 柯爾特M1900手槍
柯爾特M1900（Colt M1900）是一款由約翰·白朗寧（John Browning）研製和少量生產的半自動手槍，由柯爾特負責生產。該槍亦是最早期採用了滑套式設計的手槍之一，發射.38 ACP（注意不要與類似的.380 ACP彈混淆）彈，以7發彈匣供彈及以短程後座作用原理運作，也是第一種採用該原理的手槍。該槍是以白朗寧於1890年代後期設計的一種原型槍衍生而來，並曾有限地被美國軍隊測試，與歐洲廠商生產的半自動手槍作競爭。M1900的衍生型包括：M1902運動型、M1902軍用型、M1903袖袗型（只包括.38 ACP口徑型，其.32 ACP型屬另一種設計）及.45口徑的M1905（為第一款發射.45 ACP手槍子彈的槍械）。後來於1909年改良的版本以一個簡單的軸瓦取代了原來的槍管連桿，為未來著名的M1911手槍的設計埋下了基礎。

## 設計特點
與早期的半自動手槍不同，白朗寧的設計運用了一條覆蓋整根槍管的全尺寸滑套，與那些把槍管和槍栓滑入手槍底把裡面的凹槽的設計相左。白朗寧的設計是把滑套連接手槍底把的軌道，槍栓亦成為滑套的一部份。射擊時槍管會在加工到滑套內部的鎖槽中覆進，但途中會連接到固定到手槍底把的鉸鏈，一個在前部，另一個在後部。當滑套在通常位置時（隨時待發狀態）其鉸鏈會把槍管拉起，鎖定至固定到滑套裡面相應的凹槽。在後座期間，槍管和滑套向後移動一小段距離一起閉鎖，直至鉸鏈把槍管向下拉動，令其與滑套脫離，停止向後移動。槍管隨後停止活動，而滑套則繼續向後滑動，把彈殼抽出並拋出，然後再回到前方，從彈匣內推一發子彈上膛，途中槍管和滑套再度接合，並一同向前推進，鉸鏈的作用令槍管固定至相應的凹槽。
這種機制跟後來的M1911所運用的現代短行程後座作用原理相當接近，不過它運用了兩個分別在底把前和後的鉸鏈，導致整根槍管在脫離鎖槽時於滑套內保持著平行狀態。M1911和大部份後來推出的手槍則簡化了其設計，只保留著一個後部鉸鏈和位於後部的鎖槽。當滑套向後滑動時槍管的後部被鉸鏈抓住，令槍管向下傾斜，而固定的槍管軸瓦會在槍管復位時固定之，同時又不影響滑套和槍管的活動。這種方式被稱為“傾斜式槍管”，並已被證明為一種相當有效的機制，同時有助於簡化設計和節省生產成本，也令分解和組裝變得容易。
柯爾特M1900發射.38 ACP彈，但其實際上是一種.357口徑的子彈，其彈頭重107格令，並能夠產生1,259英尺／每秒（384米／秒）的槍口初速。這種彈藥比起當代的同類彈種（如：7.62×25mm托卡列夫手槍彈、7.63×25mm毛瑟手槍彈及.32 ACP等）有著較大的威力。根據軍械局的資料顯示，柯爾特在當時還為該槍測試了一種.41口徑子彈。
但基於美菲戰爭期間美軍裝備的.38 Long Colt口徑轉輪手槍表現不佳，被認為是停止作用較低，令他們重新採用.45 Colt口徑的舊式轉輪手槍，戰爭部最終指定其制式手槍口徑不得小於.45口徑。因此柯爾特的.41口徑子彈從來没有投產過，不過卻為90多年後出現的.40 S&W彈埋下基礎。
M1900最顯著的一個特徵就是它的瞄具保險，儘管被認為是一個不錯的設計，卻在施工過程中效果不佳，所以没有流行起來。當保險推下來後會阻擋著撞針，令武器無法開火，把保險推上去可令其充當後照準器。這可有效的提醒用戶槍枝是否已鎖上保險，尤其是在準備瞄準的時候。
早期的M1900手槍配備位於滑套後部的研磨防滑紋，但後來發現這可能會令用戶在操作滑套時不為意地誤觸動保險，因此後期型號把防滑紋轉移到滑套前方。在生產3,000枝M1900手槍以後，柯爾特取消了該槍的瞄具保險，並以傳統的後照準器取代之，然而原來在滑套上的缺口仍然存在不過被堵塞了，防滑紋亦繼續刻在滑套前方。當中也存在一些配備瞄具保險的早期型M1900被工廠翻新成使用固定瞄具。儘管柯爾特曾考慮在滑套左邊添加一個撞針保險，這個版本卻没有生產出來。這很可能是一個錯誤的決定，因為欠缺保險裝置會影響銷量，令用戶攜帶手槍時需要空著膛室，在開火前才上膛，或在上膛後把手槍退回到半待擊狀態後攜帶。這明顯會延誤戰機，而且在未打空彈匣前無法在不退彈下安全攜帶。這些投訴多在美軍中測試期間提出。但令人費解的是，柯爾特依然没有重新為M1900和後來的M1902及M1903添加保險裝置。唯一的例外是後來出現的M1903無擊鎚袖袗手槍，它採用一種全新的設計，並配備一個握把保險和一個位於底把左邊的拇指保險。這可能是柯爾特發現在新型號手槍中添加保險裝置成本較低，而且M1903無擊鎚袖袗手槍的銷量比M1900、M1902和M1903等大型半自動手槍要高得多。附帶一提，M1900的競爭對手及當代的半自動手槍（如：毛瑟C96和魯格等）在設計時已有保險裝置。
M1900最初配備一種獨特的骨刺型擊鎚，直到生產序號約2400的手槍開始改用一種樹墩型的圓角擊鎚，目的是避免在射擊時擊鎚打中射手的拇指，以及防止在拔槍時擊鎚被衣服鉤住。

## 美國戰爭部測試
1899年，美國戰爭部開始尋求一種半自動手槍，並選擇了三款手槍進行測試。當中包括：後座作用式的毛瑟C96，前衝式的曼利夏M1894和柯爾特M1900，它在測試開始後才完成設計。測試範圍包括：射擊準度、子彈貫穿力、可靠性、人體工學和耐久性（破壞性測試）。當中人體工學被認為是一個相當重要的要素，而且這種手槍也會裝備騎兵，因此能夠在騎馬時快速拔槍、重新裝填等都是考慮因素。破壞性測試環節包含沙塵測試和生銹測試。
最早進行測試的為毛瑟C96，在最初的環節當中表現較好，但期間有九次因回膛失敗導致的啞火，一次拋殼失敗，兩次上膛失敗和一次拋殼器損壞。第一次沙塵測試期間十發子彈中有六發無法擊發，並有一次上膛失敗。在生銹測試中更是災難性的，其回膛彈簧生銹並斷成多節，而手槍本體需要浸泡在油中多個小時，並使用鎚子進行分解。在完成清潔、上油和維修後該槍被再度進行測試，但期間經歷了多次因子彈卡在彈倉內所導致的故障。
下一枝被測試的手槍為柯爾特M1900，測試在1900年2月進行。於最初的測試期間該槍遇到多個問題，當中在扳機組件裡的問題零件更需要生產商的關注，以更換一個全新的扳機機制。完成改良後該槍發射了餘下的293發子彈，在耐久測試中發射了500發，以及另外的150發，期間沒有出現故障。在測試扳機組件過程當中亦發射了350發.38 ACP低速彈，期間没有調整過回膛彈簧。儘管並不期待該槍能夠正常發射這種初速為1,200 ft/s（370 m/s）的彈藥，在測試過程中只有四次故障。在沙塵測試期間該槍在没有遇上故障的情况下發射了全部的十發子彈。在使用氯化銨令手槍快速生銹後，其滑套因被冰封了而無法開鎖。測試人員利用桌子的邊緣對手槍的滑套進行暴擊，成功令滑套解脱並開鎖，能夠把子彈上膛。在發射首發子彈後，滑套無法復位，不過能夠以人手復位，餘下的子彈也能夠正常擊發。隨後在生銹狀態下發射的23發子彈中也没有遇上任何故障。
斯泰爾M1894為最後接受測試的手槍。與先前的毛瑟C96和柯爾特M1900不同，斯泰爾M1894採用一種叫前吹式的原理運作。期間遇到了不少次擊發失敗，尤其是其槍管不是每次都成功復位，而大多數的故障都是透過第二次扣壓扳機修正。在500發耐久測試中的第281發，子彈和槍管都發生了爆裂。另外基於人體工學問題，美軍決定終止對該槍的測試。

### 對M1900的進一步測試
由於柯爾特M1900在第一輪測試中表現較佳，因此軍械局決定為其進行額外的耐久測試。在900發射擊當中只有兩次啞火故障，並都是由缺陷的子彈所導致。接著軍械局購買更多彈藥繼續測試。在這次測試當中有多個鉸鏈出現損壞跡象，更有一次測試人員在後部鉸鏈損壞後繼續射擊，從而導致槍管從前鉸鏈後面分離出去。在一共5,800發的射擊以後，軍械局得出結論，他們認為該槍唯一較明顯的問題是鉸鏈強度較弱所導致的，這個問題可以很容易得到解決。軍械局建議美軍採購一定數量的M1900用於實戰測試。

## 生產

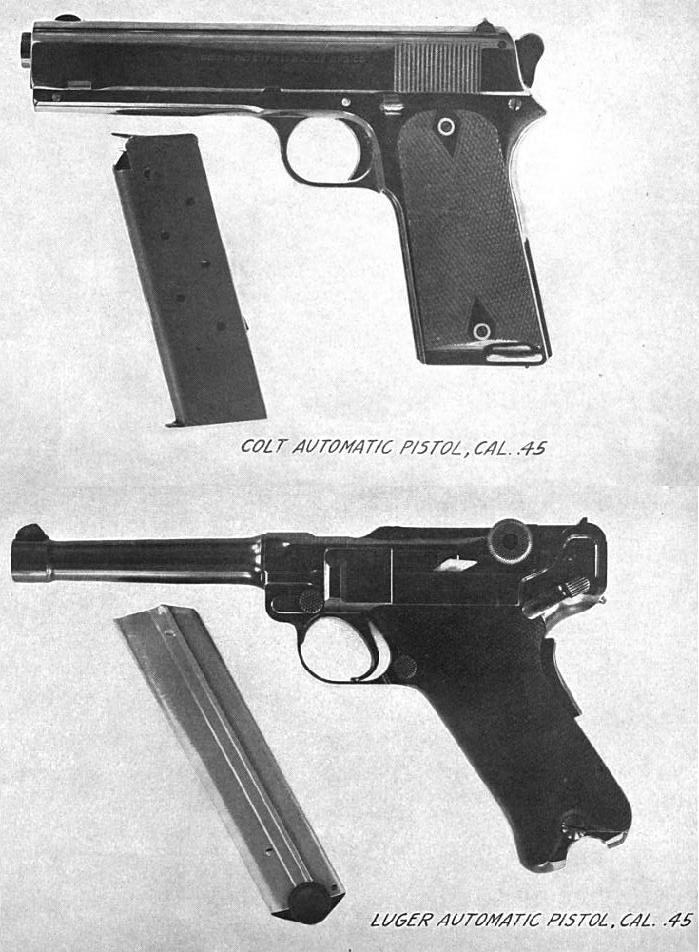
.45 ACP口徑的M1905，它於1907年被用以跟.45口徑的魯格手槍進行測試，留意其"骨刺型"擊鎚。

M1900於1900—1923年有多個衍生型被生產出來。
- 1900型：六英寸（152毫米），配備胡桃或硬橡膠握把護片、“骨刺型”擊鎚，瞄具保險。於1900–1903年間生產。
- 1902運動型（Sporting）：配備硬橡膠握把護片、“骨刺型”擊鎚，没有保險。於1902–1908年間生產。
- 1902軍用型（Military）：與1902運動型相似，但在握把左邊底部尾端添加了一個掛繩扣。於1902–1929年間生產。
- 1903袖袗型（Pocket）：與1902運動型相似，但配備3+3⁄4或4+1⁄2英寸槍管。於1903–1929年間生產。
- 1905型：與1902型相似，但配備4+7⁄8英寸的槍管，並且發射.45 ACP手槍子彈。

## 使用國
- 美国
  - 美國陸軍（於美菲戰爭期間有限地使用）

## 另見
- FN M1900
- FN M1903
- M1911
- 魯格P08

## 外部連結
- 官網